# 豆固醇
豆固醇别名豆甾醇，化学名24β-乙基-5,22-胆甾二烯-3β-醇，是植物固醇中常见的一种，通常位于水果与蔬菜的细胞膜中，在大豆中的含量最多。